# DVDFab
DVDFab é um programa do Windows que permite a decriptação e cópia de vídeos em DVD e Blu-ray.

## Recursos
O DVDFab é um decriptador de DVDs e Blu-rays gratuito, capaz de fazer cópias integrais de discos, ou extrair um único título de reprodução de um disco para o seu drive.
O DVDFab é um programa de licença shareware.  É capaz de comprimir um DVD de dupla-camada para o tamanho de camada-simples, dividindo títulos de reprodução desse DVD de maior capacidade (geralmente vendidos comercialmente) para dois de capacidade normal (DVD-5), e gravando imagens de DVD em discos graváveis.
Também possui a habilidade de fazer uma cópia customizada de um disco com uma seleção aleatória de títulos de reprodução, idiomas, legendas e menus, e ainda a possibilidade de fazer uma cópia idêntica (1:1) de discos, incluindo aqueles no formato de dados para DVD, bem como a mesclagem de títulos de reprodução discos diferentes em uma única imagem de DVD.
O suporte para o formato Blu-ray foi adicionado a partir da versão 6.

## Conversão de Vídeo
A Opção Mobile é um add-on disponível no DVDFab que possibilita a conversão de títulos em DVD para formatos como MPEG-4 com perfis para criação de arquivos adaptáveis para vários tocadores, incluindo: Apple iPod, Microsoft Zune e Xbox 360, Sony PlayStation Portable e o PlayStation 3, assim como vários modelos de tocadores portáteis, celulares, e PDAs.

## Status Legal
O DVDFab é ilegal nos Estados Unidos pelos termos do Digital Millennium Copyright Act (DMCA). Em 2014, uma corte de Nova York determinou a apreensão de domínios, fundos bancários e contas em mídias sociais pertencentes ao DVDFab.